# 대립 (프로레슬링)

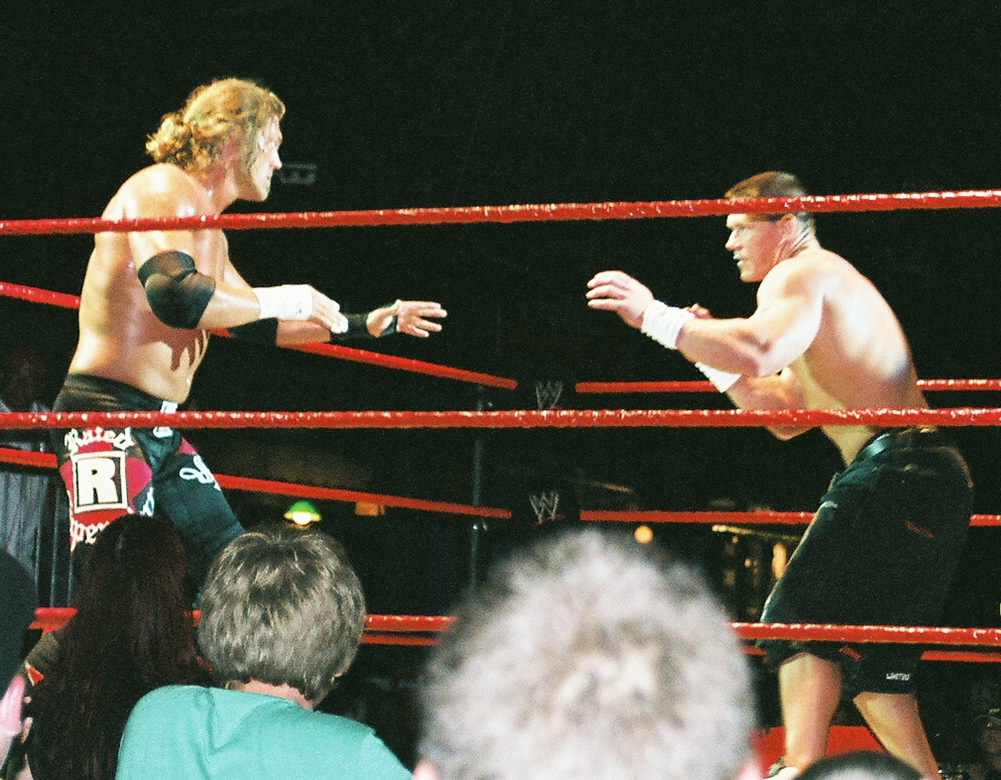
2006년

대립(對立, feud)은 프로레슬링에서 두 명의 선수나 혹은 그 이상, 단체 간 사이에 서로 적대하고 있는 관계를 말한다. 북미권에서는 퓨드(Feud)라고 하며 대립 관계에서는 선역과 악역의 대립이거나 혹은 선역끼리, 악역끼리의 대립도 있을 수 있다. 선수 간의 대립이 종결되는 것을 블로우 오프(Blow Off)라고 한다.

## 같이 보기
- 프로레슬링 용어 목록